# Apterostigma scutellare
Apterostigma scutellare är en myrart som beskrevs av Auguste-Henri Forel 1885. Apterostigma scutellare ingår i släktet Apterostigma och familjen myror. Inga underarter finns listade.